# Cyrtodactylus vilaphongi
Thằn lằn chân ngón Cyrtodactylus vilaphongi là một loài thằn lằn trong họ Gekkonidae thuộc chi Cyrtodactylus mới được phát hiện tại tỉnh Luongphrabang của nước Lào, người phát hiện và đặt tên cho loại thằn lằn này là Vilaphong Kanyasone và tên loài thằn lằn này dùng để vinh danh ông này. Đây là loài bò sát thứ 10.000 được các nhà khoa học phát hiện.

## Phạm vi
Loài này thường sống ở các khu rừng trên núi đá vôi ở độ cao khoảng 500–600 m. Mẫu vật của loài mới được các nhà khoa học thu thập vào tháng 8 năm 2013 trong chương trình hợp tác nghiên cứu về đa dạng sinh học ở khu vực Đông dương giữa Viện Sinh thái và Tài nguyên sinh vật thuộc Viện Hàn lâm Khoa học và Công nghệ Việt Nam, Đại học Quốc gia Lào, Đại học Cologne và Vườn thú Cologne. Đây cũng là loài mới thứ hai cho khoa học được nhóm nghiên cứu phát hiện ở tỉnh Luông Prabăng

## Mô tả
Chúng có chiều dài đầu và thân đạt tới 86 mm, có 9 hoặc 10 vảy môi trên, 7-9 vảy môi dưới, có 15 hoặc 16 hàng nốt sần ngàn giữa thân, 34-36 hàng vảy bụng, hàng vảy dưới đuôi không phình rộng. Trên đầu và thân màu nâu đen, vùng gáy và lưng có các sọc màu vàng chanh chạy ngang thân, đuôi có các khoang trắng, hai bên sườn, mặt trên các chân có các đốm tròn màu vàng chanh.